# 埃尔达
埃尔达，是西班牙巴伦西亚自治区阿利坎特省的一个市镇。总面积46km2，总人口51593人（2001年），人口密度1122人/km2。